# Friederike von Württemberg

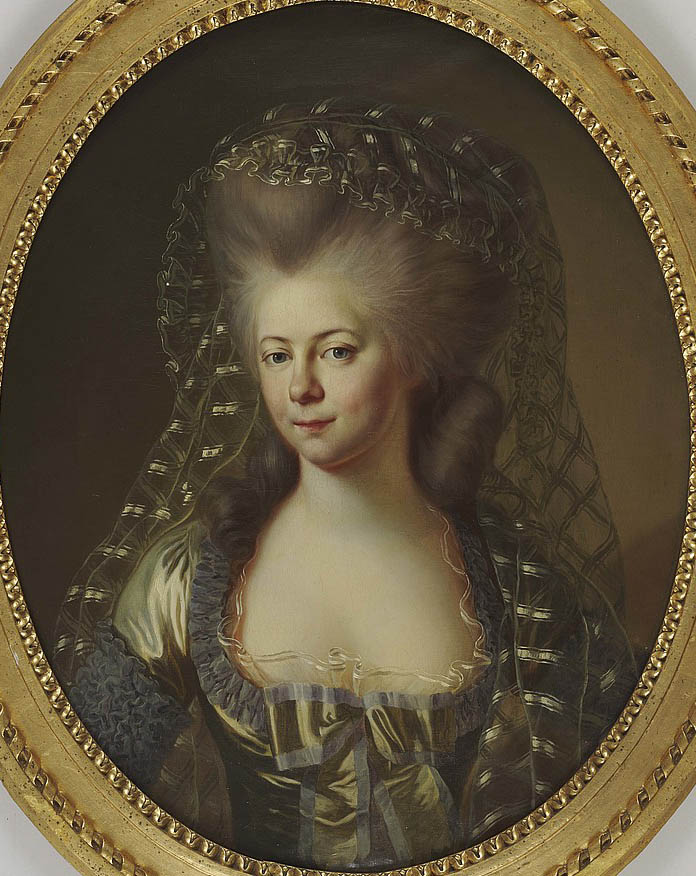
Friederike von Württemberg 1781

Friederike Elisabeth Amalie Auguste von Württemberg (* 27. Juli 1765 in Treptow an der Rega; † 24. November 1785 in Eutin) war eine württembergische Prinzessin und später die Gemahlin von Peter Friedrich Ludwig, Prinz von Holstein-Gottorf.

## Leben
Sie war das siebte Kind des Herzogs Friedrich Eugen von Württemberg und der Prinzessin Friederika von Brandenburg-Schwedt. Ihre sechs Jahre ältere Schwester Sophie wurde 1776 mit dem russischen Thronfolger Paul I. verheiratet, im Sinne der Heiratspolitik Zarin Katharinas II. Sophie, jetzt Maria Fjodorowna, förderte die Verbindung ihrer Schwester Friederike mit dem zehn Jahre älteren Peter Friedrich Ludwig, Prinz von Holstein-Gottorf, den sie als 15-Jährige am 26. Juni 1781 heiratete. Sie festigte dadurch die Verbindungen zwischen den Württembergern und dem russischen Zarenhaus. Ihr Schwager, der spätere Zar, bestätigte als Chef des Hauses Holstein-Gottorf die Eheverbindung und übernahm auch die Patenschaft für die beiden Söhne August und Georg, die 1783 und 1784 geboren wurden.
Friederike starb, erst zwanzigjährig, an Brustkrebs; knapp einen Monat nach der Geburt ihres dritten Kindes, das tot zur Welt kam. Beide wurden zunächst in der Schlosskapelle Eutin beigesetzt, fünf Jahre später aber nach Oldenburg in das eigens für sie errichtete Herzogliche Mausoleum auf dem Gertrudenfriedhof  überführt. Der früh verwitwete Herzog ging keine weitere Ehe ein.